# Polska Macierz Szkolna
Polska Macierz Szkolna (zwana w skrócie Macierzą Polską lub Macierzą Szkolną) – polska organizacja kulturalno-oświatowa założona w 1905 w Warszawie i działająca w latach 1905–1907 oraz 1916–1918 w Królestwie Polskim, a następnie w latach 1918–1939 w II Rzeczypospolitej.

## Powstanie organizacji
Idea powołania organizacji społecznej zajmującej się pracą oświatową narodziła się wśród inteligencji warszawskiej, związanej z Kołem Wychowawców i Związkiem Unarodowienia Szkół. Na zebraniu zwołanym z inicjatywy Józefa Świątkowskiego, Mariana Lutosławskiego, księdza Jana Gralewskiego i Mieczysława Brzezińskiego w dniu 28 kwietnia 1905 r., utworzono Związek Popierania Prywatnego Szkolnictwa Polskiego oraz powołano komisję, która miała opracować jego program. Zebranie zwołane przez tę komisję w dniu 5 maja 1905 r., zdominowane wbrew wcześniejszemu porozumieniu przez działaczy związanych z Ligą Narodową i Stronnictwem Demokratyczno-Narodowym, wybrało zarząd składający się w większości ze zwolenników endecji i przyjęło nową nazwę organizacji – Towarzystwo Polskiej Macierzy Szkolnej Królestwa Polskiego. PMS miało działać jako organizacja nielegalna.

## Działalność PMS w latach 1905–1907
15 maja 1905 na zebraniu konstytucyjnym towarzystwa w którym uczestniczyło ponad sto osób powołano Radę Nadzorczą towarzystwa reprezentującą różne ośrodki Królestwa Polskiego: Warszawę reprezentowali: Edward Czajkowski, Piotr Drzewiecki, Stanisław Dzierzbicki, Edward Geisler, Edward Jantzen, Marian Kiniorski, Adam Krasiński, Leopold Kronenberg, Stanisław Libicki, Antoni Osuchowski, Henryk Sienkiewicz, Władysław Tyszkiewicz, Maurycy Zamoyski; okręg płocki: Stanisław Chełchowski, Michał Bojanowski, okręg kaliski: Alfons Parczewski, Mieczysław Chrzanowski, okręg piotrkowski: Michał Rogowski, Leon Siemieński, Zagłębie: Jan Gryżewski, Zdzisław Paderewski, okręg łódzki Jan Arkuszewski, Wiesław Gerlicz, okręg kielecki Wiktor Jaroński, Marian Grzegorzewski, okręg radomski Aleksander Karszo-Siedlewski, Kazimierz Konarski, okręg lubelski Jan Kleniewski, Jan Stecki, okręg siedlecki Stanisław Lewicki, Jan Czerwiński, okręg łomżyński Jan Harusewicz, Stanisław Wojczyński, okręg suwalski Stanisław Gawroński, Florian Skarzyński.
Bieżącymi pracami organizacji kierował Komitet Centralny w Warszawie który działał poprzez wydziały: finansowy, prawny, programowy, higieniczny, techniczny, informacyjno-statytyczny. Struktury Towarzystwa oparto na działaczach i tajnych kołach Towarzystwa Oświaty Narodowej. Do dnia legalizacji PMS powstało 20 kół w Warszawie i 77 na prowincji Królestwa. Celem organizacji było krzewienie i popieranie oświaty w duchu chrześcijańskim i narodowym poprzez zakładanie i prowadzenie instytucji wychowawczo-oświatowych; ochronek, szkół powszechnych, seminariów nauczycielskich, szkół średnich (w tym progimnazjów i gimnazjów) i szkół wyższych, organizowanie czytelni, bibliotek, uniwersytetów ludowych, urządzania odczytów, wykładów, pogadanek, przedstawień publicznych, wydawania i rozpowszechniania książek (za pomocą własnego wydawnictwa i sieci drukarni i składów książek).
Działalność PMS zalegalizował 21 czerwca 1906 komitet w składzie Józef Świątkowski, Henryk Sienkiewicz, Antoni Osuchowski i Mieczysława Brzeziński, Jan Harusewicz, Stanisław Libicki, ks. Jan Gralewski, Piotr Drzewiecki, Ignacy Chrzanowski, Kazimierz Arkuszewski, Wacław Brygiewicz. Dokonano tego na mocy reskryptu carskiego z 14 października 1905 r. zezwalającego na zakładanie prywatnych szkół z polskim językiem wykładowym – jednak bez praw publicznych. Organizacją w tym okresie kierował Zarząd Główny, do którego w połowie 1907 wchodzili do niego m.in.: Antoni Osuchowski (prezes), ks. Jan Gralewski, Stanisław Libicki, Karol Stawecki, Kazimierz Chełchowski, Konstanty Paprocki, Aleksander Zawadzki, Mieczysław Brzeziński, W Radzie Nadzorczej zasiadali: Henryk Sienkiewicz, Kazimierz Obrębowicz, Julian Adolf Święcicki, Piotr Drzewiecki, Adam Krasiński, Roman Dmowski i Władysław Smoleński. W terenie działały Zarządy Okręgowe. Towarzystwo wówczas znajdowało się pod politycznym i organizacyjnym patronatem Ligi Narodowej i Stronnictwa Demokratyczno-Narodowego. W 1907 Polska Macierz Szkolna była już największą organizacją oświatową w Królestwie Polskim, liczyła wówczas ponad 900 kół zrzeszających 110 tys. członków. Prowadziła 681 szkół początkowych (dla 63 tys. osób), 317 ochronek (dla 14 401 dzieci) oraz 505 bibliotek. Uniwersytet Ludowy PMS zgromadził na swych wykładach 8255 osób.

## Okres 1907-1915
14 grudnia 1907 rosyjski generał-gubernator warszawski zawiesił działalność Polskiej Macierzy Szkolnej. Majątek tej instytucji przekazano różnym organizacjom i instytucjom oświatowo-kulturalnym. Z PMS ściśle współpracowało Towarzystwo Wpisów Szkolnych założone 21 grudnia 1906. Jego celem było zbieranie funduszy na pomoc dla niezamożnych uczniów. Po rozwiązaniu Macierzy przejęło część jej majątku. TWS kontynuowało działalność PMS: subsydiowało polskie szkoły, organizowało kursy i odczyty. W maju 1909 liczyło już 100 tys. członków. Dnia 2 września 1909 zostało rozwiązane przez Warszawski Gubernialny Urząd do spraw Towarzystw. Część działaczy PMS i TWS kontynuowało działalność oświatową w następnych latach nielegalnie.

## Działalność PMS w latach 1916–1918
Po opuszczeniu przez Rosjan Królestwa Polskiego w sierpniu 1915 roku działacze Macierzy rozpoczęli starania o ponowne zalegalizowanie swej działalności u okupujących Królestwo Polskie Niemców i Austriaków. Ostatecznie Polska Macierz Szkolna wznowiła działalność 26 kwietnia 1916 na podstawie decyzji niemieckiego generał-gubernatora warszawskiego Hansa Beselera, który również zatwierdził nowy statut organizacji.
Do Zarządu Głównego weszli: Ignacy Baliński, Kazimierz Chełchowski, Franciszek Kowalski, Józef Wierusz-Kowalski, Kazimierz Kujawski, Józef Mikułowski-Pomorski, Władysław Przanowski, Mieczysław Pfeiffer, Adam Ronikier, Wojciech Rostworowski, Antoni Rząd i jako zastępcy: ks. Alfons Trepkowski, Lucjan Zarzecki. Feliks Kucharzewski i Aleksander Janowski. Radę Nadzorczą, stanowili: Alfred Sokołowski (prezes), Józef Pawiński, Piotr Drzewiecki, Cezary Ponikowski, Paweł Sosnowski, Edmund Jankowski, Marceli Nowakowski, Zygmunt Straszewicz, i Stanisław Wessel. Kuratorem Towarzystwa z ramienia władz okupacyjnych był Olgierd Czartoryski.
W latach I wojny światowej politycznego i organizacyjnego wsparcia użyczały stronnictwa Międzypartyjnego Koła Politycznego, szczególnie narodowi demokraci i realiści. Przy przychylnej postawie władz okupacyjnych PMS zaczęła się szybko rozwijać, liczba kół po roku działalności osiągnęła liczbę 450 zaś w 1918 PMS miała już ich ponad 500. W latach 1916–1918 Macierz kontynuowała w zasadzie dawne kierunki działania jednak coraz większy nacisk kładziono na walkę z analfabetyzmem.

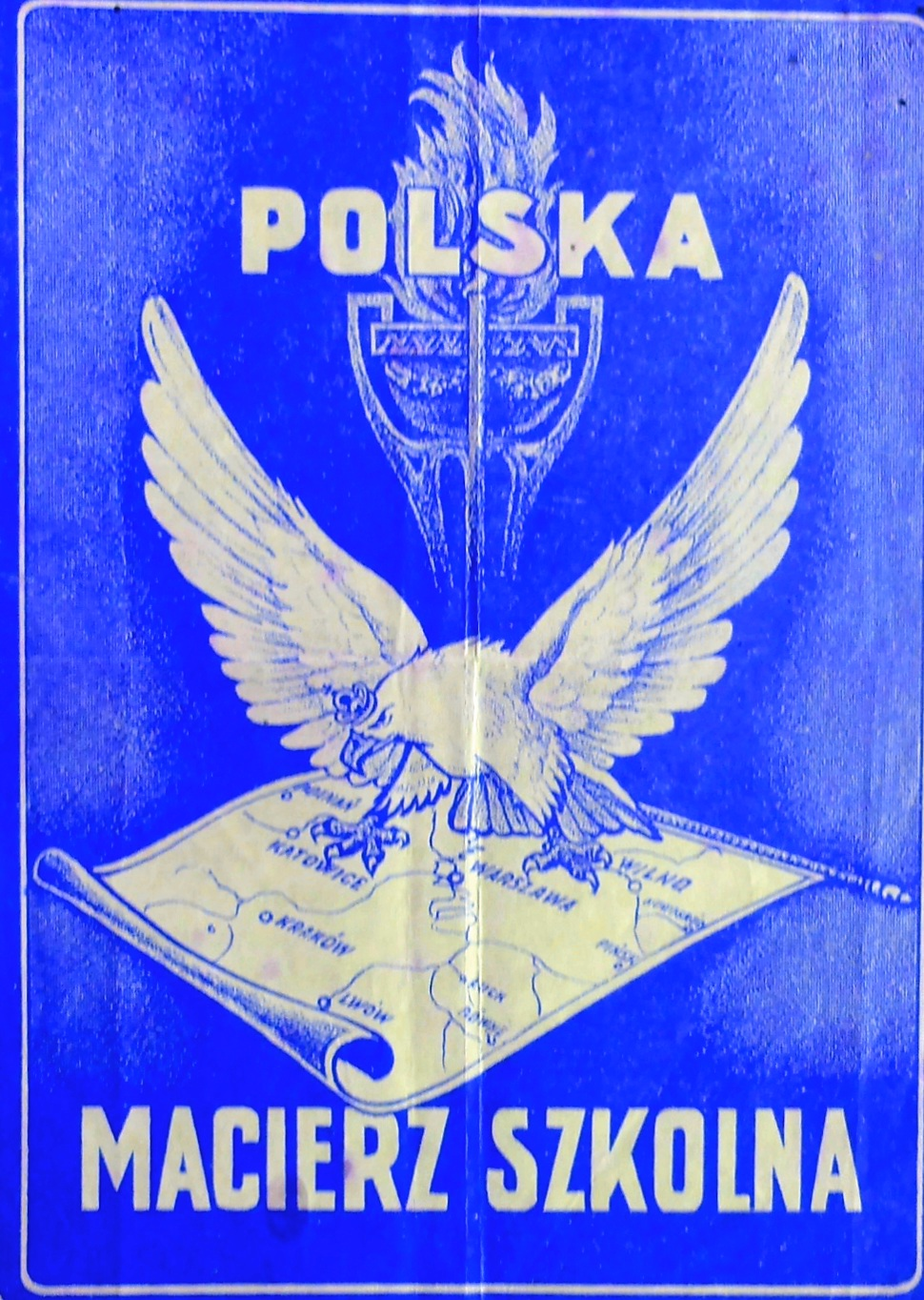
Polska Macierz Szkolna – rysunek

W latach I wojny światowej w skupiskach ewakuowanych i uchodźców, a także jeńców polskich w Rosji od 1915 działacze organizacji tworzyli działające samodzielnie koła Polskiej Macierzy Szkolnej, m.in. w Petersburgu i Mińsku. Działalność PMS w Rosji zakończyła się pod koniec 1918, kiedy większość działaczy, nauczycieli i uczniów powróciła do kraju.

## Działalność PMS w latach 1919–1940

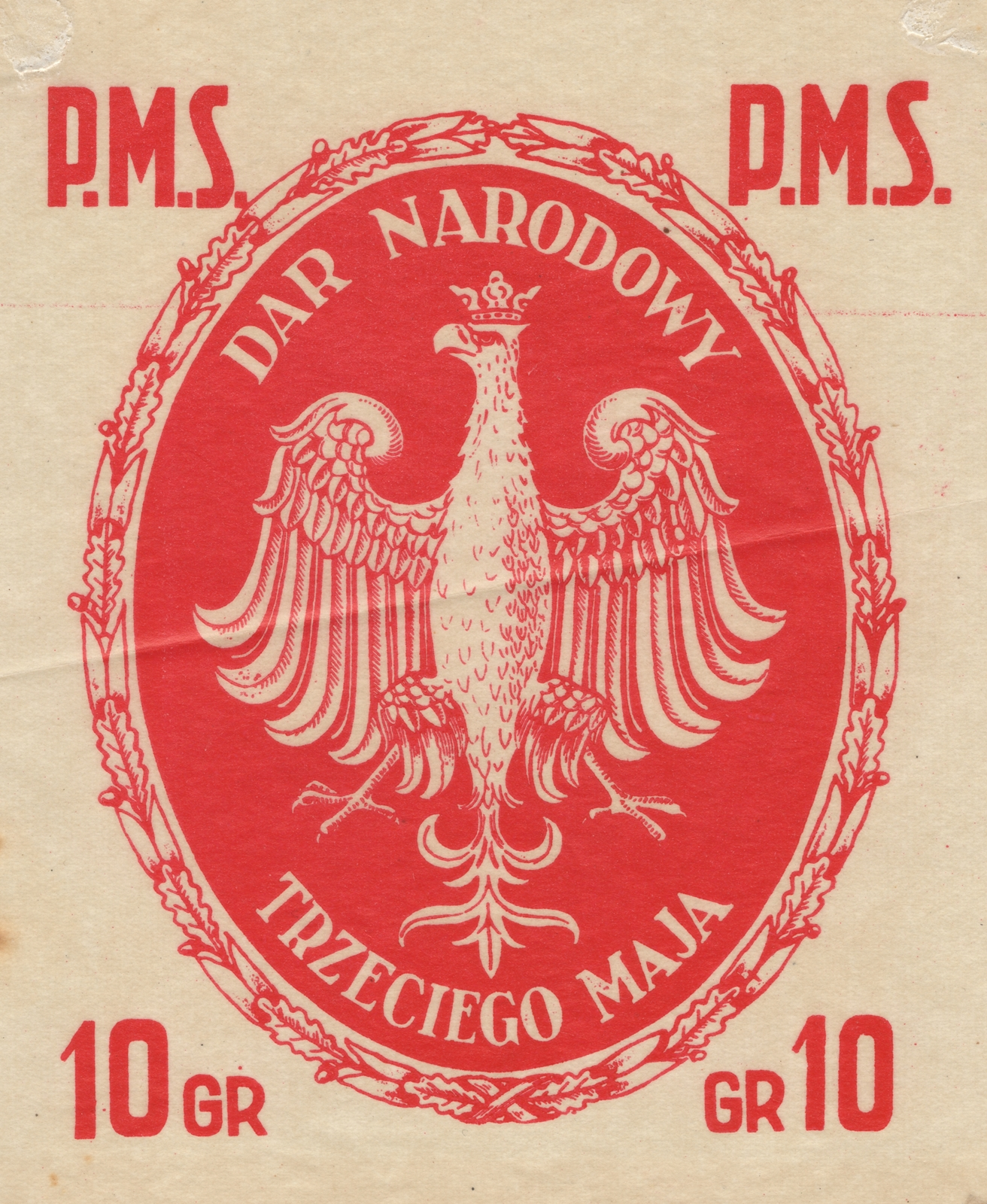
Cegiełka na działalność Polskiej Macierzy Szkolnej z okazji rocznicy święta Trzeciego Maja, lata dwudzieste

Po odzyskaniu niepodległości stowarzyszenie to rozszerzyło swój zasięg na województwa północno-wschodnie, gdzie działało szczególnie intensywnie. W latach dwudziestych współpracowało z Towarzystwem Szkoły Ludowej z Galicji i Towarzystwem Czytelni Ludowych działającym w województwie poznańskim i na Górnym Śląsku oraz z Macierzą Szkolną Ziemi Cieszyńskiej. Z częścią z nich tworzyła w latach 1923–1939 Wydział Wykonawczy Zjednoczenia Polskich Towarzystw Oświatowych, który wydawał od 1924 r. w Warszawie wspólne pismo pt. „Oświata Polska” redagowane przez jednego z czołowych działaczy PMS – Józefa Stemlera. W niepodległej Polsce ze względu na rozwój szkolnictwa państwowego początkowo działalność organizacji nieco osłabła. Jednak bardzo szybko okazało się, że państwo nie jest w stanie sprostać potrzebom społeczeństwa w tej dziedzinie, szczególnie w województwach wschodnich. Najbardziej dramatycznie sytuacja wyglądała w województwie poleskim, w którym przeprowadzony 30 września 1921 pierwszy spis powszechny ludności wykazał, że ponad 70% mieszkańców nie umiało czytać i pisać. Naukę zaś pobierało około 20% dzieci w wieku szkolnym.
W 1930 r. Towarzystwo skupiało 252 koła posiadające 523 świetlice-czytelnie i prowadzące 19 szkół średnich, 57 szkół zawodowych i 38 szkół powszechnych dla 9445 uczniów. Ponadto utrzymywano 35 burs dla uczącej się młodzieży, 35 ochronek dla 2426 wychowanków oraz 920 bibliotek z 450 054 książek. Pod koniec lat trzydziestych Polska Macierz Szkolna na terenie Polski miała 266 kół skupiających 26 743 członków i prowadzących 399 świetlic-czytelni. Towarzystwo działało wówczas przede wszystkim w Warszawie i województwach warszawskim, kieleckim, łódzkim, lubelskim, białostockim, wołyński, poleskim, nowogrodzkim i wileńskim.
Organizacją wówczas kierował Zarząd Główny do którego wchodzili: Władysław Sołtan (prezes), Józefat Andrzejowski (wiceprezes), Marian Reiter (wiceprezes), Stanisław Miklaszewski (sekretarz), Stanisława Wroncka (sekretarz), Mieczysław Jankowski (skarbnik) oraz jako członkowie: ks. biskup Kazimierz Bukraba (Pińsk), Ignacy Baliński (Warszawa), Kazimierz Barliński (Warszawa), Władysław Czapliński (Łęczyca), Feliks Frycz (Sosnowiec), Michał Gładysz (Warszawa), Mieczysław Grabiński (Warszawa), Stanisław Grzmot-Skotnicki (Baranowicze), Stefan Jelnicki (Piotrków Trybunalski), Ludwik Kaznowski (Płońsk), Jan Kornecki (Lipno), Tadeusz Krzyżanowski (Łuck) Ks. Antoni Kuryłłowicz (Grodno), Stefan Kwiatkowski (Warszawa), Paweł Maciński (Łódź), Jan Michałowicz (Równe), Felicja Rymarkiewiczowa (Wieluń), Józef Swieżyński (Sadłowice), Antoni Wojciechowski (Warszawa), a także zastępcy członków: Ignacy Barski (Biłgoraj), Zofia Cichocka (Warszawa), Stanisław Filasiewicz (Warszawa), Władysław Kański (Warszawa), Jacyna Andrzej Onyszkiewicz (Płock), ks. Aleksander Pierzchała (Klewań).
Według stanu z 31 grudnia 1937 roku stowarzyszenie prowadziło 9 gimnazjów ogólnokształcących (dla 2018 uczniów), 11 gimnazjów i szkół handlowych (dla 1800 uczniów), 10 męskich szkół rzemieślniczo-przemysłowych (dla 1226 uczniów), 11 żeńskich szkół zawodowych (dla 1001 uczennic) oraz 254 szkoły powszechne (dla 11 716 uczniów), Prowadzono także 9 burs (dla 307 dzieci) oraz 23 przedszkola (dla 869 dzieci). Towarzystwo prowadziło także 2032 bibliotek, posiadających 543 567 książek i 55 856 czytelników. Wydawała swój własny organ prasowy pod nazwą organizacji, redagowany przez Józefa Stemlera. Wspierano działalność innych stowarzyszeń działających poza ówczesnymi granicami kraju, przede wszystkim Macierz Szkolną na terenie Wolnego Miasta Gdańska i Macierz Szkolną w Czechosłowacji.
Polska Macierz Szkolna zgodnie ze swym statutem deklarowała swą apolityczność, od lat dwudziestych pozostawała jednak pod wpływem najpierw Związku Ludowo-Narodowego, a potem Stronnictwa Narodowego, a także Chrześcijańskiej Demokracji. W latach 30. część działaczy była związana z obozem sanacyjnym, dzięki czemu powstało szereg kół skupiających wojskowych.

## Rozwiązanie Towarzystwa
Organizacja istniała do 1 sierpnia 1940 r., kiedy to zarządzeniem niemieckich władz okupacyjnych zlikwidowano wszystkie polskie fundacje i stowarzyszenia działające na terenie Generalnego Gubernatorstwa. Do tradycji i nazwy Polskiej Macierzy Szkolnej nawiązują stowarzyszenia oświatowe działające po II wojnie światowej wśród polskiej emigracji i Polonii.

## Polska Macierz Szkolna w Wielkiej Brytanii
Na terenie Wielkiej Brytanii zaistniała nowa organizacja o tych samych tradycjach i o tej samej nazwie w 1953 r. Wśród inicjatorów jej był gen. Władysław Anders. PMS (Polish Educational Society) na wyspach, ma statut organizacji charytatywnej. Celem jej jest edukacja dzieci i młodzieży w wieku od 5 do 25 lat na terenie Zjednoczonego Królestwa i poza jego terenem w dziedzinie języka polskiego, historii i kultury narodowej oraz wartości i tradycji chrześcijańskich. Głównym nurtem jej działalności jest wspieranie inicjatyw zakładania i prowadzenia uzupełniających szkół przedmiotów ojczystych: doradztwo w procesie zakładania szkoły, pomoc merytoryczna w zarządzaniu placówkami, działania zmierzające do podnoszenia kwalifikacji nauczycieli. Takie szkoły, zwane Polskie Szkoły Sobotnie, najczęściej znajdują się przy polskich parafiach. Ponadto PMS prowadzi też Centrum Egzaminacyjne oferujące możliwość zdawania egzaminów z języka polskiego na poziomach GCSE i A-level, w ramach angielskich egzaminów. Siedziba brytyjskiej PMS znajduje się w Polskim Ośrodku Społeczno-Kulturalnym przy 238 King Street, na Hammersmith w Londynie.

## Źródła do historii Polskiej Macierzy Szkolnej
- Józef Stemler, Instrukcje w sprawie zakładania Kół Polskiej Macierzy Szkolnej oraz organizowania i prowadzenia czytelni ludowych, bibljotek, kursów dla dorosłych, uniwersytetów ludowych PMS. Warszawa 1922.
- Józef Stemler, Polska Macierz Szkolna. Szkic historyczno-sprawozdawczy z 20-lecia działalności 1905–1925: wydawnictwo jubileuszowe. Warszawa 1926.
- Józef Stemler, Polska Macierz Szkolna, [w:] Nasza walka o szkołę polską 1901–1917. Opracowania, wspomnienia, dokumenty, pod red. Bogdana Nawroczyńskiego t. 2, Warszawa 1934, s. 167–185. Dolnośląska Biblioteka Cyfrowa – wersja elektroniczna.
- Dzieło samopomocy narodowej: Polska Macierz Szkolna, 1905–1935, zebrał Józef Stemler z przedmową Władysława Sołtana, Warszawa 1935 wersja elektroniczna
- Sprawozdanie z Działalności Koła Polskiej Macierzy Szkolnej „Uniwersytet Ludowy” w 1906 Roku, Warszawa 1907, s. 28 wersja elektroniczna
- Na Polską Macierz Szkolną (Jednodniówka), 3 maja 1917 r. wersja elektroniczna
- Statut, regulaminy i przepisy biurowości i księgowości Polskiej Macierzy Szkolnej, [red. Józef Świeżyński, prezes, Józef Stemler, dyrektor], Warszawa:1930.wersja elektroniczna,
- Sprawozdanie z działalności Towarzystwa Polskiej Macierzy Szkolnej w 1937 roku, Warszawa 1938 wersja elektroniczna
- „Polska Macierz Szkolna” – organ Polskiej Macierzy Szkolnej 1933–1939 wersja elektroniczna
- „Oświata Polska”: organ Wydziału Wykonawczego Zjednoczenia Polskich Towarzystw Oświatowych 1924–1939 wersja elektroniczna